# プリーチング
『プリーチング』（原題: Preaching to the Perverted）は、1997年に製作されたイギリスの映画。

## キャスト
- タニヤ・チークス：グィネヴィア・ターナー
- ピーター：クリスチャン・アンホルト
- ヘンリー：トム・ベル
- ユージニー：ジュリー・グレアム
- ジョージナ・ヘイル